# Lucien Martinet
Lucien Martinet (* 1878; † 20. Jahrhundert) war ein französischer Ruderer.

## Biografie
Lucien Martinet, der 1898 Europameister im Doppelzweier geworden war, startete bei den Olympischen Sommerspielen 1900 in Paris zusammen mit René Waleff im Zweier mit Steuermann. Die beiden belegten den zweiten Rang, wer als Steuermann fungierte, ist unbekannt. Auch im Achter waren die beiden Ruderer der Société Nautique de la Marne Teil des französischen Boots, schieden jedoch im Vorlauf aus. Ein paar Wochen später wurden die beiden, ebenfalls in Paris, Europameister im Zweier mit Steuermann. Auch hier ist der Steuermann nicht bekannt.